# Hypoleria collenettei
Hypoleria collenettei är en fjärilsart som beskrevs av Talbot 1928. Hypoleria collenettei ingår i släktet Hypoleria och familjen praktfjärilar. Inga underarter finns listade i Catalogue of Life.